# Vicia koeieana
Vicia koeieana är en ärtväxtart som beskrevs av Karl Heinz Rechinger. Vicia koeieana ingår i släktet vickrar, och familjen ärtväxter. Inga underarter finns listade i Catalogue of Life.